# Kincardine (Kincardineshire)
Kincardine war die erste Hauptstadt der nach ihr oder der unmittelbar nordöstlich gelegenen Burg Kincardine Castle benannten Grafschaft Kincardineshire. Sie ist mittlerweile nicht mehr vorhanden.

## Lage
Kincardine lag im Norden der Landschaft Howe of the Mearns im Südwesten von Aberdeenshire. Nächstgelegene Ortschaften waren Fettercairn, etwa drei Kilometer im Südwesten, sowie Laurencekirk, sechs Kilometer im Südosten. Durch das Dorf hindurch und an der Burg vorbei verlief eine von Edzell Castle kommende Straße zum Pass Cairn O’ Mounth in den nördlich liegenden Grampian Mountains. Die Nutzung dieser Route durch militärische Einheiten ist seit dem 11. Jahrhundert mehrfach nachgewiesen. Im System der Gliederung Schottlands in Parishes gehörten Burg und Städtchen zu Fordoun, heute zählen sie zur Community Council Area Mearns.

## Geschichte
Die frühe Geschichte Kincardines ist unbekannt, doch dürften Ort und die vermutlich zu Anfang des 13. Jahrhunderts errichtete Burg in Zusammenhang stehen. Sie war von zentraler Bedeutung für die durch die schottischen Könige auch mit Falken ausgeübte Jagd in einem nordwestlich gelegenen Wildgehege. 1383 ist mit Robert II. letztmals die Anwesenheit eines schottischen Monarchen dokumentiert, danach verlieren sich ihre Spuren. Heute sind nur noch Teile der Grundmauern vorhanden.
1475 wurde das Gebiet aufgeteilt: Burg und Wildpark fielen an die Strachan of Thornton, das Dorf mit der Katharina von Siena geweihten Kapelle an die Earls Marischal. 1531 oder 1532 erhielt der 4. Earl Marischal die Erlaubnis, Kincardine zum Sitz von Kincardineshire zu machen. 1541 wurde Kincardine als Burgh of Barony mit Stadt- und zugleich Marktrecht ausgestattet – das benachbarte Fettercairn hatte diese bereits 1504 erhalten. In seiner Hochphase soll das Städtchen bis auf die Höhe von Fettercairn House gereicht haben, was einer Strecke von rund 1500 Metern von der Nordpforte aus entspricht; als wahrscheinlich gilt eher die Hälfte davon.
Nachdem im Ort in der Folgezeit keine Tolbooth errichtet wurde und es auch an adäquaten Unterbringungsmöglichkeiten für die anreisenden Richter fehlte, wurde der Verwaltungssitz Ende des 16. Jahrhunderts nach Stonehaven verlegt. Dies führte zu einem rapiden Rückgang in der Bedeutung der Stadt. Mit dazu beigetragen haben dürfte die Verlegung der Passstraße auf die Nordseite des Hunter’s Hill und eine damit verbundene kürzere Führung nach Fettercairn gewesen sein. Die letzte Beerdigung auf dem Friedhof ist für 1786 nachgewiesen, 1789 standen noch einige wenige Häuser nahe den Eingangstoren sowie beim Marktkreuz, 1863 waren auch diese verschwunden.
Das Gebiet beiderseits der Straße ist heute landwirtschaftliche Nutzfläche. Weder von den beiden Eingangstoren noch von der Kapelle sind Überreste vorhanden, vom Friedhof von Kincardine soll 1971 noch ein einzelner Grabstein existiert haben. Nur ein Gehöft erinnert mit seinem Namen Castleton an die kleine Stadt an der Burg. Der lokalen Tradition nach wurde das Marktkreuz 1730 nach Fettercairn verbracht, wofür es aber keine Nachweise gibt. 1752 wurde es letztmals erwähnt.